# Euryglottis davidianus
Euryglottis davidianus là một loài bướm đêm thuộc họ Sphingidae. Loài này có ở Ecuador và phía tây Peru.
Sải cánh khoảng 80 mm. Nó giống như Euryglottis aper nhưng có thể phân biệt bằng đầu nhỏ hơn và các đốm ở bụng màu vàng nhỏ hơn nhạt hơn.
Cá thể trưởng thành được ghi nhận vào tháng 3 và tháng 4.